# Alfredo Lenassi
Alfredo Lenassi (11. října 1851 – 26. prosince 1917 Oberhollabrunn) byl rakouský podnikatel a politik italské národnosti z Gorice a Gradišky, na přelomu 19. a 20. století poslanec Říšské rady.

## Biografie
Působil jako podnikatel v dřevařském průmyslu. Byl prezidentem obchodní a živnostenské komory v Gorizii.
Byl i poslancem Říšské rady (celostátního parlamentu Předlitavska), kam usedl ve volbách do Říšské rady roku 1897 za kurii městskou a obchodních a živnostenských komor v Gorici a Gradišce, obvod Gorice, Cormòns, Gradiška atd. / Gorice. Mandát zde obhájil ve volbách do Říšské rady roku 1901. Ve volebním období 1897–1901 se uvádí jako Alfredo Lenassi, velkoprůmyslník, bytem Gorizia.
Ve volbách roku 1897 je uváděn jako italský liberální kandidát, stejně tak ve volbách roku 1901. Patřil k umírněnému křídlu italské politiky. Je zachycen na fotografii, publikované v květnu 1906 (ovšem pořízené cca v roce 1904), mezi 18 členy poslaneckého klubu Italské sjednocení (Italienische Vereinigung) na Říšské radě.
Zemřel v prosinci 1917.